# Pani z miasta
Pani z miasta (tyt. oryg. Zonja nga qyteti) – albański film fabularny z roku 1976 w reżyserii Piro Milkaniego, na podstawie powieści Ruzhdi Pulahy pod tym samym tytułem.

## Opis fabuły
Współczesna komedia albańska. Meli po ukończeniu studiów w Tiranie zostaje skierowana na wieś, aby tam pracować w miejscowej przychodni zdrowia. Razem z nią przyjeżdża jej matka - Ollga, która ma niewielkie pojęcie o życiu na wsi, ale próbuje żyć w ten sam sposób, jak kiedyś żyła w mieście. Jej plany w konfrontacji z rzeczywistością powodują szereg zabawnych nieporozumień. Wbrew jej oczekiwaniom córka Meli znajduje we wsi swojego życiowego partnera Bujara i nie chce wracać do miasta.
Zdjęcia do filmu realizowano w Pogradcu. Odtwórczyni roli Ollgi – Violeta Manushi otrzymała za tę kreację główną nagrodę na II Festiwalu Filmu Albańskiego.

## Obsada
- Violeta Manushi jako Ollga
- Rajmonda Bulku jako Meli
- Stavri Shkurti jako sekretarz
- Pandi Raidhi jako Bako
- Yllka Mujo jako Shpresa
- Sotiraq Bratko jako Sotir Bakarxhiu
- Vasillaq Vangjeli jako rzeźbiarz Koci
- Vangjel Grabocka jako Shahin
- Ligoraq Riza jako weterynarz Zambaku
- Piro Kita jako Bujar, dyrektor szkoły
- Petraq Xhillari jako Malua
- Valentina Çaçi jako Nekia
- Hasan Fico jako Malo
- Liri Lushi jako Gonxhe
- Feridon Berberi jako pasażer autobusu
- Zagorka Shuke jako Rabihana
- Lumturi Shtino jako przyjaciółka Ollgi
- Aleko Sali jako robotnik
- Rezana Çeliku jako Vali
- Dhimitra Mele
- Qefsere Trako